# Spielvereinigung Fürth 1980-1981
Questa voce raccoglie le informazioni riguardanti la Spielvereinigung Fürth nelle competizioni ufficiali della stagione 1980-1981.

## Stagione
Nella stagione 1980-1981 il Fürth, allenato da Dieter Schulte e Heinz Lucas, concluse il campionato di 2. Bundesliga al 14º posto. In Coppa di Germania il Fürth fu eliminato al primo turno dal Norimberga.

## Rosa
| N. |                     | Ruolo | Calciatore           |
| -- | ------------------- | ----- | -------------------- |
|    | Germania (bandiera) | P     | Roland Kastner       |
|    | Germania (bandiera) | P     | Peter Löwer          |
|    | Germania (bandiera) | D     | Bernhard Bergmann    |
|    | Germania (bandiera) | D     | Hermann Grabmeier    |
|    | Germania (bandiera) | D     | Norbert Hütter       |
|    | Germania (bandiera) | D     | Manfred Ritschel     |
|    | Germania (bandiera) | D     | Klaus Rütten         |
|    | Germania (bandiera) | D     | Hans-Dieter Seelmann |
|    | Polonia (bandiera)  | D     | Franciszek Smuda     |
|    | Germania (bandiera) | C     | Jürgen Baier         |
|    | Germania (bandiera) | C     | Martin Fischer       |

| N. |                     | Ruolo | Calciatore           |
| -- | ------------------- | ----- | -------------------- |
|    | Germania (bandiera) | C     | Florian Hinterberger |
|    | Germania (bandiera) | C     | Werner Orf           |
|    | Germania (bandiera) | C     | Klaus Suchanek       |
|    | Turchia (bandiera)  | A     | Mahmut Bulut         |
|    | Germania (bandiera) | A     | Karl Klein           |
|    | Germania (bandiera) | A     | Wolfgang Metzler     |
|    | Germania (bandiera) | A     | Fred Schaub          |
|    | Germania (bandiera) | A     | Werner Seubert       |
|    | Germania (bandiera) | A     | Karl-Heinz Stempfle  |
|    | Germania (bandiera) | A     | Franz Weber          |

## Organigramma societario
Area tecnica
- Allenatore: Heinz Lucas
- Allenatore in seconda:
- Preparatore dei portieri:
- Preparatori atletici:

## Calciomercato

### Sessione estiva
| Acquisti | Acquisti             | Acquisti              | Acquisti |
| R.       | Nome                 | da                    | Modalità |
| -------- | -------------------- | --------------------- | -------- |
| A        | Wolfgang Metzler     | Monaco 1860           |          |
| A        | Fred Schaub          | Eintracht Francoforte |          |
| C        | Erich Klement        | TSV 1894 Langenzenn   |          |
| C        | Werner Orf           | Magonza               |          |
| D        | Hans-Dieter Seelmann | Monaco 1860           |          |
| A        | Werner Seubert       | Freiburger            |          |
| C        | Klaus Suchanek       | Norimberga (juniores) |          |

| Cessioni | Cessioni         | Cessioni          | Cessioni |
| R.       | Nome             | a                 | Modalità |
| -------- | ---------------- | ----------------- | -------- |
| A        | Eduard Kirschner | Edmonton Drillers |          |

### Sessione invernale
| Acquisti | Acquisti | Acquisti | Acquisti |
| R.       | Nome     | da       | Modalità |
| -------- | -------- | -------- | -------- |

| Cessioni | Cessioni        | Cessioni      | Cessioni |
| R.       | Nome            | a             | Modalità |
| -------- | --------------- | ------------- | -------- |
| C        | Erich Klement   | Quelle Fürth  |          |
| D        | Ulrich Pechtold | SpVgg Ansbach |          |

## Risultati

### 2. Bundesliga

#### Girone di andata
| Arbitro: | Röder |

|             |           |               |
| Seubert 75’ | Marcatori | 57’ Reisinger |

| Arbitro: | Ermer |

|                  |           |                               |
| Hackner 18’, 20’ | Marcatori | 32’ Seubert 65’ Orf 75’ Weber |

| Arbitro: | Vielsack |

|                       |           |            |
| Seubert 54’ Weber 67’ | Marcatori | 71’ Knecht |

| Arbitro: | Luca |

|                              |           |  |
| Rütten 66’ (aut.) Schulz 68’ | Marcatori |  |

| Arbitro: | Schmoock |

|                        |           |  |
| Stempfle 51’ Klein 55’ | Marcatori |  |

| Arbitro: | Schmidhuber |

|                               |           |              |
| Besl 20’ Schreml 25’ Horn 74’ | Marcatori | 31’ Bergmann |

| Arbitro: | Joos |

|                        |           |           |
| Makan 2’ Respondek 50’ | Marcatori | 52’ Weber |

| Arbitro: | Correll |

|                                      |           |  |
| Ritschel 60’ (rig.) Hinterberger 86’ | Marcatori |  |

| Arbitro: | Wilhelmi |

|                           |           |  |
| Mörsdorf 26’ Petersen 41’ | Marcatori |  |

| Arbitro: | Kinzinger |

|  |           |              |
|  | Marcatori | 59’ Nathmann |

| Arbitro: | Sahner |

|                              |           |  |
| Hofmann 4’, 19’ Etterich 60’ | Marcatori |  |

| Arbitro: | Ulm |

|              |           |                          |
| Bergmann 70’ | Marcatori | 38’ Cestonaro 82’ Collet |

| Arbitro: | Scheffner |

|                                 |           |  |
| Bente 22’ (rig.) Dörflinger 57’ | Marcatori |  |

| Arbitro: | Joos |

|                   |           |                      |
| Weber 13’ Orf 23’ | Marcatori | 11’ Hampl 79’ Döring |

| Arbitro: | Matheis |

|                                          |           |  |
| Jörg 30’ (rig.), 78’ (rig.) Katsaros 55’ | Marcatori |  |

| Arbitro: | Luca |

|                       |           |          |
| Metzler 13’ Klein 55’ | Marcatori | 68’ Rupp |

| Arbitro: | Aulenbacher |

|                             |           |  |
| Leiendecker 72’ Aumeier 83’ | Marcatori |  |

| Arbitro: | Jupe |

|                                                                                         |           |  |
| Metzler 30’ (rig.) Suchanek 34’, 39’ Bulut 47’, 86’ Weber 58’ Stempfle 71’ Seelmann 83’ | Marcatori |  |

| Arbitro: | Kuhn |

|                      |           |                           |
| Jordan 3’ Müllner 7’ | Marcatori | 2’, 69’ Bulut 42’ Metzler |

#### Girone di ritorno
| Arbitro: | Hontheim |

|                               |           |            |
| Nickel 27’ (rig.), 45’ (rig.) | Marcatori | 51’ Schaub |

| Arbitro: | Hellwig |

|                                                    |           |  |
| Metzler 8’ Hinterberger 24’ Richthammer 51’ (aut.) | Marcatori |  |

| Arbitro: | Correll |

|                              |           |  |
| Kutzop 78’ (rig.) Trumpf 84’ | Marcatori |  |

| Arbitro: | Aldinger |

|              |           |          |
| Suchanek 44’ | Marcatori | 79’ Linz |

| Arbitro: | Kühne |

|                                |           |  |
| Schneider 38’, 83’ Schwehr 48’ | Marcatori |  |

| Arbitro: | Schweiger |

|                        |           |                    |
| Seelmann 18’ Weber 57’ | Marcatori | 11’ (rig.) Größler |

| Arbitro: | Niebergall |

|                                  |           |           |
| Hinterberger 13’, 39’ Schaub 90’ | Marcatori | 5’ Sebert |

| Arbitro: | Hellwig |

|  |           |           |
|  | Marcatori | 45’ Weber |

| Arbitro: | Andres |

|                     |           |           |
| Ritschel 67’ (rig.) | Marcatori | 55’ Jambo |

| Arbitro: | Filla |

|                                      |           |            |
| Eckstein 44’ Hoecker 47’ Mattern 87’ | Marcatori | 74’ Schaub |

| Arbitro: | Linn |

|                         |           |  |
| Ritschel 65’ Hütter 80’ | Marcatori |  |

| Arbitro: | Binninger |

|                        |           |              |
| Cestonaro 12’ Hahn 40’ | Marcatori | 57’ Ritschel |

| Arbitro: | Matheis |

|                                 |           |  |
| Zele 24’ (aut.) Schaub 79’, 90’ | Marcatori |  |

| Arbitro: | Huster |

|           |           |  |
| Hampl 73’ | Marcatori |  |

| Arbitro: | Brehm |

|  |           |                 |
|  | Marcatori | 85’ (rig.) Jörg |

| Arbitro: | Föckler |

|           |           |                        |
| Krenn 47’ | Marcatori | 49’ Metzler 76’ Schaub |

| Arbitro: | Theobald |

|                 |           |  |
| Schaub 26’, 90’ | Marcatori |  |

| Arbitro: | Kühne |

|                               |           |                                |
| Henkes 45’ Grub 62’ Georg 84’ | Marcatori | 20’ Metzler 28’ Orf 44’ Schaub |

| Arbitro: | Ulm |

|  |           |            |
|  | Marcatori | 84’ Kappes |

### Coppa di Germania
| Arbitro: | Messmer |

|             |           |          |
| Ritschel 7’ | Marcatori | 62’ Heck |

| Arbitro: | Walz |

|                           |           |  |
| Volkert 44’ Heck 45’, 48’ | Marcatori |  |

## Statistiche

### Statistiche di squadra
| Competizione      | Punti | In casa | In casa | In casa | In casa | In casa | In casa | In trasferta | In trasferta | In trasferta | In trasferta | In trasferta | In trasferta | Totale | Totale | Totale | Totale | Totale | Totale | DR |
| Competizione      | Punti | G       | V       | N       | P       | Gf      | Gs      | G            | V            | N            | P            | Gf           | Gs           | G      | V      | N      | P      | Gf     | Gs     | DR |
| ----------------- | ----- | ------- | ------- | ------- | ------- | ------- | ------- | ------------ | ------------ | ------------ | ------------ | ------------ | ------------ | ------ | ------ | ------ | ------ | ------ | ------ | -- |
| 2. Bundesliga     | 35    | 19      | 11      | 4       | 4       | 37      | 14      | 19           | 4            | 1            | 14           | 17           | 40           | 38     | 15     | 5      | 18     | 54     | 54     | 0  |
| Coppa di Germania | -     | 1       | 0       | 1       | 0       | 1       | 1       | 1            | 0            | 0            | 1            | 0            | 3            | 2      | 0      | 1      | 1      | 1      | 4      | -3 |
| Totale            | 35    | 20      | 11      | 5       | 4       | 38      | 15      | 20           | 4            | 1            | 15           | 17           | 43           | 40     | 15     | 6      | 19     | 55     | 58     | -3 |

### Andamento in campionato
| Giornata  | 1  | 2 | 3 | 4 | 5 | 6 | 7  | 8 | 9  | 10 | 11 | 12 | 13 | 14 | 15 | 16 | 17 | 18 | 19 | 20 | 21 | 22 | 23 | 24 | 25 | 26 | 27 | 28 | 29 | 30 | 31 | 32 | 33 | 34 | 35 | 36 | 37 | 38 |
| --------- | -- | - | - | - | - | - | -- | - | -- | -- | -- | -- | -- | -- | -- | -- | -- | -- | -- | -- | -- | -- | -- | -- | -- | -- | -- | -- | -- | -- | -- | -- | -- | -- | -- | -- | -- | -- |
| Luogo     | C  | T | C | T | C | T | T  | C | T  | C  | T  | C  | T  | C  | T  | C  | T  | C  | T  | T  | C  | T  | C  | T  | C  | C  | T  | C  | T  | C  | T  | C  | T  | C  | T  | C  | T  | C  |
| Risultato | N  | V | V | P | V | P | P  | V | P  | P  | P  | P  | P  | N  | P  | V  | P  | V  | V  | P  | V  | P  | N  | P  | V  | V  | V  | N  | P  | V  | P  | V  | P  | P  | V  | V  | N  | P  |
| Posizione | 10 | 4 | 5 | 9 | 5 | 9 | 11 | 9 | 10 | 11 | 13 | 16 | 19 | 17 | 17 | 17 | 17 | 17 | 13 | 14 | 14 | 14 | 14 | 15 | 15 | 13 | 12 | 12 | 13 | 12 | 14 | 14 | 14 | 14 | 12 | 12 | 12 | 14 |

Legenda:

Luogo: C = Casa; T = Trasferta. Risultato: V = Vittoria; N = Pareggio; P = Sconfitta.

### Statistiche dei giocatori
| Giocatore       | 2. Bundesliga | 2. Bundesliga | 2. Bundesliga | 2. Bundesliga | Coppa di Germania | Coppa di Germania | Coppa di Germania | Coppa di Germania | Totale   | Totale | Totale      | Totale     |
| Giocatore       | Presenze      | Reti          | Ammonizioni   | Espulsioni    | Presenze          | Reti              | Ammonizioni       | Espulsioni        | Presenze | Reti   | Ammonizioni | Espulsioni |
| --------------- | ------------- | ------------- | ------------- | ------------- | ----------------- | ----------------- | ----------------- | ----------------- | -------- | ------ | ----------- | ---------- |
| J. Baier        | 31            | 0             | 3             | 0             | 1                 | 0                 | 0                 | 0                 | 32       | 0      | 3           | 0          |
| B. Bergmann     | 35            | 2             | 1             | 0             | 1                 | 0                 | 0                 | 0                 | 36       | 2      | 1           | 0          |
| M. Bulut        | 16            | 4             | 1             | 0             | 1                 | 0                 | 0                 | 0                 | 17       | 4      | 1           | 0          |
| M. Fischer      | 8             | 0             | 1             | 0             | 0                 | 0                 | 0                 | 0                 | 8        | 0      | 1           | 0          |
| H. Grabmeier    | 37            | 0             | 3             | 0             | 2                 | 0                 | 1                 | 0                 | 39       | 0      | 4           | 0          |
| F. Hinterberger | 30            | 4             | 5             | 0             | 1                 | 0                 | 0                 | 0                 | 31       | 4      | 5           | 0          |
| N. Hütter       | 22            | 1             | 5             | 0             | 2                 | 0                 | 0                 | 0                 | 24       | 1      | 5           | 0          |
| R. Kastner      | 11            | 0             | 0             | 0             | 0                 | 0                 | 0                 | 0                 | 11       | 0      | 0           | 0          |
| K. Klein        | 18            | 2             | 0             | 0             | 1                 | 0                 | 0                 | 0                 | 19       | 2      | 0           | 0          |
| E. Klement      | 4             | 0             | 0             | 0             | 0                 | 0                 | 0                 | 0                 | 4        | 0      | 0           | 0          |
| P. Löwer        | 28            | 0             | 0             | 0             | 2                 | 0                 | 0                 | 0                 | 30       | 0      | 0           | 0          |
| W. Metzler      | 24            | 6             | 4             | 0             | 0                 | 0                 | 0                 | 0                 | 24       | 6      | 4           | 0          |
| W. Orf          | 27            | 3             | 3             | 0             | 2                 | 0                 | 1                 | 0                 | 29       | 3      | 4           | 0          |
| U. Pechtold     | 17            | 0             | 0             | 0             | 2                 | 0                 | 0                 | 0                 | 19       | 0      | 0           | 0          |
| M. Ritschel     | 33            | 4             | 8             | 0             | 2                 | 1                 | 0                 | 0                 | 35       | 5      | 8           | 0          |
| K. Rütten       | 12            | 0             | 0             | 0             | 2                 | 0                 | 0                 | 0                 | 14       | 0      | 0           | 0          |
| F. Schaub       | 19            | 9             | 3             | 0             | 0                 | 0                 | 0                 | 0                 | 19       | 9      | 3           | 0          |
| H. Seelmann     | 21            | 2             | 3             | 0             | 0                 | 0                 | 0                 | 0                 | 21       | 2      | 3           | 0          |
| W. Seubert      | 10            | 3             | 0             | 0             | 2                 | 0                 | 0                 | 0                 | 12       | 3      | 0           | 0          |
| F. Smuda        | 0             | 0             | 0             | 0             | 1                 | 0                 | 0                 | 0                 | 1        | 0      | 0           | 0          |
| K. Stempfle     | 27            | 2             | 2             | 0             | 2                 | 0                 | 0                 | 0                 | 29       | 2      | 2           | 0          |
| K. Suchanek     | 17            | 3             | 0             | 0             | 0                 | 0                 | 0                 | 0                 | 17       | 3      | 0           | 0          |
| F. Weber        | 31            | 7             | 0             | 0             | 2                 | 0                 | 0                 | 0                 | 33       | 7      | 0           | 0          |